# سوني إكسبيريا تابلت زد
سوني اكسبيريا تابلت زد (بالإنجليزية: Sony Xperia Tablet Z)‏ هو حاسوب لوحي من سوني يعمل بنظام أندرويد، تم طرحه في الأسواق في 2013.

## الخصائص
- نظام التشغيل: أندرويد
- الشاشة: 920×1
- الوزن: 494 غرام
- المعالج: 1.5 جيجا هرتز رباعي النواة
- الذاكرة: 2 جيجابايت
- التخزين: 64 جيجابايت